# Crisalide
Crisalide (engelska: Chrysalis), är en låt på italienska med den sanmarinska sångerskan Valentina Monetta. Musiken är komponerad av Ralph Siegel och texten är skriven av Mauro Balestri. Det finns en engelsk version med titeln "Chrysalis". Låten har en italiensk stil på melodin med ett mer modernt popljud under den sista minuten.

## Eurovision
Den 30 januari 2013 valdes Valentina Monetta ut till att representera San Marino i Eurovision Song Contest 2013 med låten. I tävlingens andra semifinal hamnade låten på 11:e plats, och kvalificerade sig därmed inte till finalen.
Scenframträdandet i Eurovision koreograferades av Fabrizio Raggi.